# ハング・アップ
「ハング・アップ」(Hung Up) は、マドンナの楽曲。2005年10月に全世界で発売されたアルバム『コンフェッションズ・オン・ア・ダンスフロア』から1枚目のシングルとしてリリースされた。マドンナの歴代シングルの中でも最高のセールスを記録、全世界で900万枚以上を売り上げている。
2005年11月に開催されたMTVヨーロッパ・ミュージック・アワードではオープニングで披露され、8月の落馬事故後初めて観客の前に登場したこともあって話題となった。2006年のトリノオリンピックではフィギュアスケートエキシビジョンのラストと閉会式で流された。

## 背景
1979年のABBAの大ヒット曲「ギミー!ギミー!ギミー!」のメロディーをサンプリングしている。マドンナは、ABBAの元へ直々に使者を送り、サンプリングの許可を取り付けた。後に、マドンナはイギリスのゲイ・マガジン『アティテュード』のインタビューでこう語っている。

「手紙とCDを持たせて使者をスウェーデンに送らなきゃならなかったわ。彼らに懇願、哀願したのよ。どれだけ彼らの音楽を敬愛しているか伝えたわ。全部、本心よ。彼らはしばらく考えてたわ。ベニーとビョルンはすぐにイエスと言わなかった。彼ら、今まで自分たちの音楽をサンプリングさせたことなかったのよ。ノーって言われる可能性もあったわ。でも有難いことに、そうならなかった。」

なお実際には「ハング・アップ」は初めてのサンプリング許諾例ではなく、1996年にリリースされたフージーズの"Rumble In The Jungle" に続くものである。

## 全世界のチャート
以下の世界43か国で1位を記録。これはポップ・ミュージック史上、チャート1位獲得国数の最多記録である。
アルゼンチン、オーストラリア、オーストリア、ベルギー、ブラジル、ブルガリア、カナダ、チリ、コロンビア、デンマーク、エストニア、フェロー諸島、フィンランド、フランス、ドイツ、ホンジュラス、ハンガリー、インドネシア、イラク、アイルランド、イスラエル、イタリア、日本、ラトビア、レバノン、リトアニア、ルクセンブルク、マルタ、マケドニア共和国、メキシコ、モンテネグロ、オランダ、ノルウェー、フィリピン、ポーランド、ルーマニア、ロシア、セルビア、スロベニア、スペイン、スウェーデン、スイス、トルコ、ウクライナ、イギリス（3週連続）
アメリカでは最高7位（2週連続）を記録し、これでトップ10入りシングルのエルヴィス・プレスリーの持つ記録に並ぶタイ記録（36曲）を樹立した。

## 日本での評価
日本ではダブル・プラチナに認定されている。シングルが発売されてから、全国の主要都市でのラジオエアプレイランキングではいずれもトップ3以内に入った。東京のJ-WAVE『TOKIO HOT 100』では11週連続1位を記録。それまでの最高記録であったホイットニー・ヒューストンの「オールウェイズ・ラヴ・ユー」の記録に並んだ。発売から1年経った時点でも着うたの音楽配信チャートでランクインし続けた。ネットミュージックストア mora（モーラ）の2006年年間トップ100 ダウンロード・ランキング（集計期間：2005年12月1日 - 2006年11月30日）の洋楽部門で3位にランクイン。総合でも55位にランクインした。NHKの『東京カワイイ★TV』（2008年4月から5年間放送）でもテーマ曲として使用された。
2005年12月に放送されたバラエティー番組『SMAP×SMAP』では赤いレオタード姿でダンスを披露した。